# Ashlaiana shakrana
Ashlaiana shakrana är en tvåvingeart som beskrevs av Andy Z. Lehrer 1998. Ashlaiana shakrana ingår i släktet Ashlaiana och familjen köttflugor. Inga underarter finns listade i Catalogue of Life.